# 文明学
文 明学（ムン・ミョンハク、朝鮮語: 문명학）は、朝鮮民主主義人民共和国の政治家。朝鮮労働党中央委員会委員。石炭工業相、最高人民会議予算委員会委員、順川地区青年炭鉱連合企業所支配人などを歴任した。

## 経歴
出生地や生年月日は不明。1999年2月に2.8直洞青年炭鉱支配人に任命された。2003年8月に最高人民会議第11期代議員に選出され、9月3日に開催された最高人民会議第11期第1回会議で最高人民会議予算委員会委員に選出された。2007年に順川地区青年炭鉱連合企業所支配人に転じ、2009年4月9日に開催された最高人民会議第12期第1回会議で予算委員会委員に再選された。2014年1月に石炭工業相に任命され、同年4月9日に開催された最高人民会議第13期第1回会議で再任された。2016年5月9日に開催された朝鮮労働党第7次大会で朝鮮労働党中央委員会委員候補に選出され、2019年4月10日に開催された朝鮮労働党中央委員会第7期第4回総会で党中央委員会委員に補選された。翌4月11日に開催された最高人民会議第14期第1回会議で石炭工業相に再任されたが、12月28日に開催された党中央委員会第7期第5回総会で石炭工業相を解任された。

## 参考サイト
- 북한정보포털

| 先代林南洙 | 石炭工業相2014年 - 2019年 | 次代全学哲 |